# Cultura de Thule

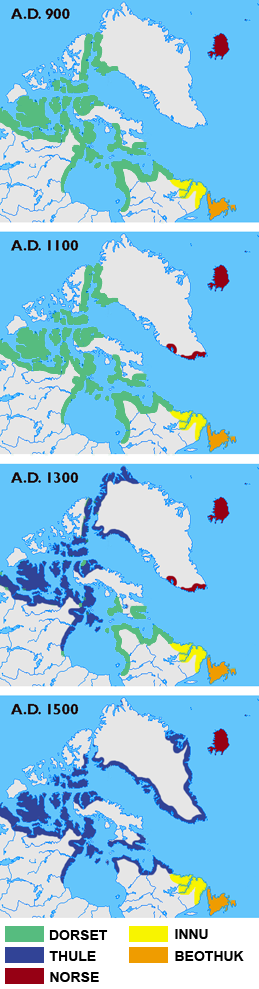
Les diferents cultures establertes a l'Àrtida entre els anys 900 i 1500

Els Thule o proto-Inuit van ser els ancestres dels moderns Inuit. Es desenvoluparen a la costa d'Alaska cap a l'any 1000 i s'expandiren cap a l'est a través del Canadà, arribant a Groenlàndia cap al segle xiii. Dins d'aquest procés reemplaçaren la gent de la cultura Dorset que prèviament habitaven la regió. El nom de "Tule" es va originar al lloc de Thule (el 1953 recol·locats a Qaanaaq) al nord-oest de Groenlàndia on es van trobar restes arqueològiques. La relació entre inuits i els Thuele són biològiques, culturals i lingüístiques.